# Agapostemon chapadensis
Agapostemon chapadensis är en biart som beskrevs av Cockerell 1900. Agapostemon chapadensis ingår i släktet Agapostemon och familjen vägbin. Inga underarter finns listade i Catalogue of Life.